# 1949 في نيوزيلندا
فيما يلي قوائم الأحداث التي وقعت خلال عام 1949 في نيوزيلندا.

## سياسة

### تعيين في المنصب
- 13 ديسمبر – بيتر فرازير زعيم المعارضة.
- 13 ديسمبر – كليفتون ويب وزير العدل [الإنجليزية]‏.

## رياضة
- 1 يناير – كأس نيوزيلندا 1949 الفائز نادي بيتون [الإنجليزية]‏.

## مواليد

### يناير
- 1 يناير – بروس فار مهندس نيوزيلندي.
- 1 يناير – جنيفر كومبتون كاتبة نيوزيلندية.
- 1 يناير – كيفن كامبل سياسي نيوزيلندي.
- 1 يناير – مارك آدامز مصور نيوزيلندي.
- 1 يناير – نايجل براون فنان نيوزيلندي.
- 24 يناير – بيل بوش لاعب رغبي نيوزيلندي.
- 28 يناير – مايك مور

### فبراير
- 6 فبراير – جون كامبل
- 19 فبراير – بريندا ماثيوز

### مارس
- 26 مارس – بوب بورغس لاعب رغبي نيوزيلندي.

### أبريل
- 22 أبريل – مارلين مارشال لاعبة كرة قدم نيوزيلندية.
- 24 أبريل – جوك روس لاعب رغبي نيوزيلندي.
- 28 أبريل – ألان تشيسني لاعب هوكي حقل نيوزيلندي.
- 28 أبريل – ستيف غيلبين مغني ومؤلف نيوزيلندي.

### مايو
- 14 مايو – ميخائيل كيلي فيزيائي بريطاني.
- 22 مايو – روس روبرتسون سياسي نيوزيلندي.

### يوليو
- 6 يوليو – غرانت ماكاولي مُجدّف نيوزيلندي.
- 22 يوليو – كيفن ريان
- 31 يوليو – برايان تورنر لاعب كرة قدم نيوزلندي.

### أغسطس
- 25 أغسطس – هاورد جوزيف لاعب رغبي نيوزيلندي.

### سبتمبر
- 20 سبتمبر – كارول والر لاعبة كرة قدم نيوزيلندية.

### أكتوبر
- 1 أكتوبر – تريفور كوكر مُجدّف نيوزيلندي.
- 15 أكتوبر – جون أشورث لاعب رغبي نيوزيلندي.

### نوفمبر
- 2 نوفمبر – بروس بيدل درّاج طريق نيوزيلندي.
- 5 نوفمبر – برايان دونيلي سياسي نيوزيلندي.

### ديسمبر
- 4 ديسمبر – باميلا ستيفنسون
- 5 ديسمبر – راي كومفورت سياسي نيوزيلندي.
- 31 ديسمبر – كيفن غريني لاعب رغبي نيوزيلندي.

## وفيات

### يناير
- 1 يناير – فيرا كامينغز (مواليد 1891) رسامة نيوزيلندية.
- 19 يناير – صموئيل إليس (مواليد 1889) لاعب كريكت نيوزلندي.

### أبريل
- 4 أبريل – ويليام بالش (مواليد 1871)

### يوليو
- 9 يوليو – جورج نوريس وليامز (مواليد 1866) سياسي كندي.
- 21 يوليو – هنري أتكينسون (مواليد 1888) لاعب رغبي نيوزيلندي.

### أكتوبر
- 29 أكتوبر – باتريك هارفي (مواليد 1880)